# رنه گیل
رنه گیل (به فرانسوی: René Ghil) شاعر سمبولیست قرن نوزدهم میلادی اهل فرانسه بود.
آندره برتون، شاعر سوررئالیست، درباره‌‌ی او می‌گوید: «آثار او ... مرا در چیزی شبیه شبی از کلمات غوطه‌ور می‌کرد، شبی با جرقه‌های معدود، که هم آزارم می‌داد و هم مجذوبم می‌کرد. اگر حق داشته باشیم کلماتی مثل «اسرارآمیز» و «غامض» را درمورد زبان کسی به کار ببریم، بی‌تردید زبان اوست.»